# Pédagogie noire

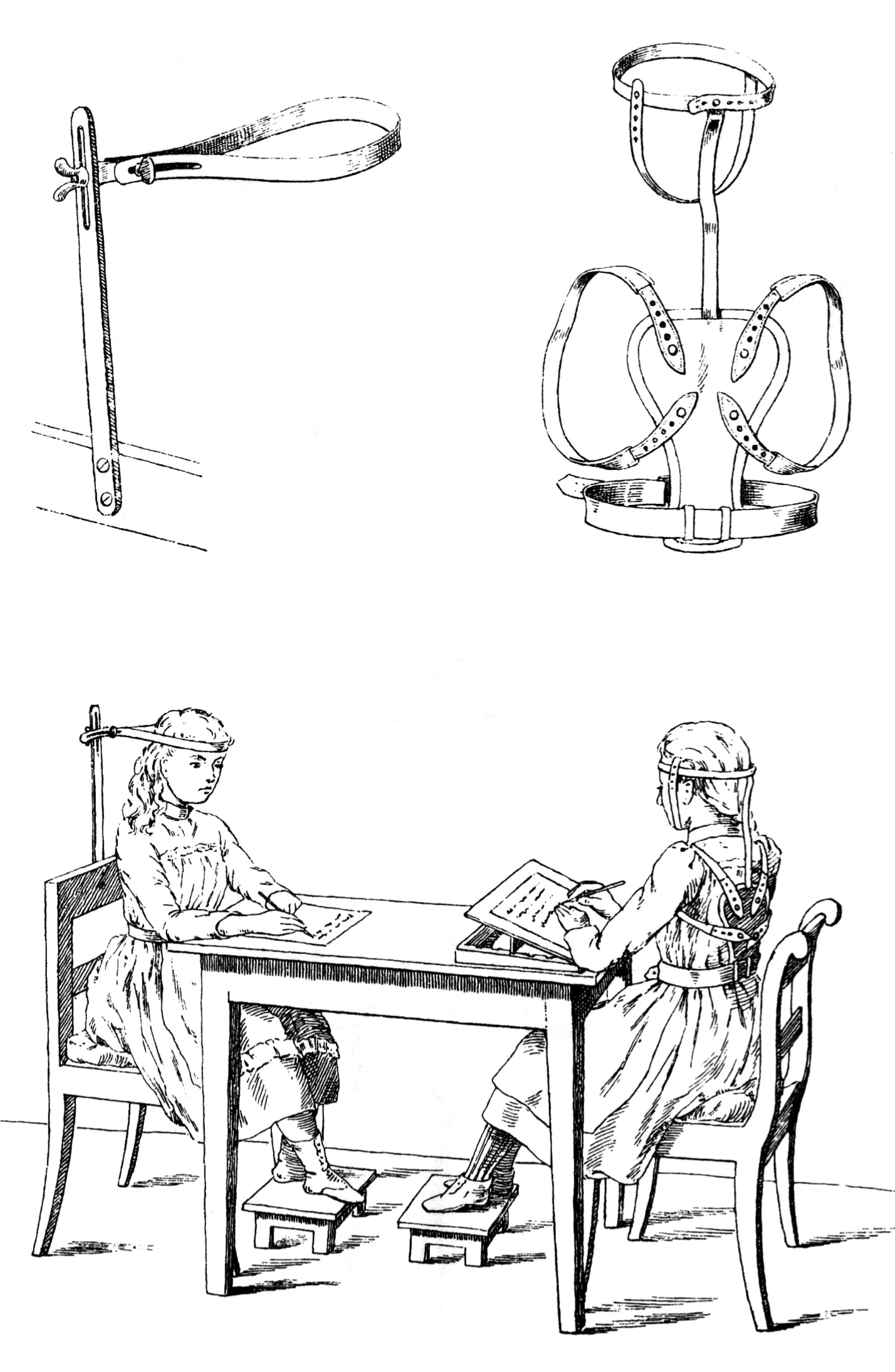
Appareil de Moritz Schreber pour obliger les enfants à se tenir droits

La pédagogie noire (en allemand : Schwarze Pädagogik) est une forme d'éducation répressive visant à soumettre les enfants par diverses méthodes qui incluent aussi bien les châtiments corporels que la manipulation mentale.
Des principes régis par le précepte « Qui aime bien châtie bien », qu'Alice Miller qualifie de « pédagogie noire », brisent, selon elle, la volonté de l'enfant pour en faire un être docile et obéissant, mais sujet à de douloureux conflits intérieurs.
Cette notion a été définie par Katharina Rutschky dans son essai Schwarze Pädagogik. Quellen zur Naturgeschichte der bürgerlichen Erziehung (1977) et popularisée quelques années plus tard par Alice Miller dans son ouvrage C'est pour ton bien. Toutes deux en ont dénoncé les mécanismes destructeurs.
Moritz Schreber, le père de Daniel Paul Schreber, a été l'un des principaux promoteurs de ce type d'éducation.
En France, les établissements de Riaumont, du Bon Pasteur et de Bétharram, où la pédagogie noire fut perpétrée durant des décennies, ne sont que les arbres qui cachent la forêt de la répression commise sur des enfants, des pré-adolescents et des adolescent. Et au-delà même des « châtiments corporels et de la manipulation mentale », comme en témoignent les victimes survivantes devant les membres de la commission parlementaire constituée au mois de mars 2025, des « pauvres à rééduquer » qui ont subi la « traversée » des pensionnats et des maisons de redressement dans des conditions abominables dont certains ne s'en sont jamais remis ou sont toujours portés disparus.